# 弗拉基米尔·帕什科夫
弗拉基米尔·伊戈列维奇·帕什科夫（俄语：Владимир Игоревич Пашков；1961年2月4日—），俄罗斯官员，曾任“顿涅茨克人民共和国”总理。

## 生平
1961年2月4日，帕什科夫出生在苏联俄罗斯苏维埃联邦社会主义共和国伊尔库茨克州布拉茨克。帕什科夫曾出任伊尔库茨克州副州长，在俄罗斯兼并克里米亚后离职。
2018年，美国财政部宣布对帕什科夫制裁。2020年2月，俄罗斯总统弗拉基米尔·普京的发言人否认帕什科夫代表俄罗斯政府。